# والی‌آباد (کازرون)
والی‌آباد (کازرون)، روستایی از توابع بخش جره و بالاده شهرستان کازرون در استان فارس ایران است.

## جمعیت
این روستا در دهستان جره قرار دارد و براساس سرشماری مرکز آمار ایران در سال ۱۳۹۵، جمعیت آن ۱۴۱ نفر (۴۳ خانوار) بوده‌است.

## مردم
اهالی این روستا از ایل قشقایی ، طایفه فارسیمدان و تیره ماچانلو هستند و به زبان ترکی قشقایی سخن می گویند.